# Patania characteristica
Patania characteristica is een vlinder uit de familie van de grasmotten (Crambidae). De wetenschappelijke naam van deze soort werd in 1896 als Gadessa characteristica gepubliceerd door William Warren.
Deze soort komt voor in India (Meghalaya) en Japan.